# عزان (شهر)
 عزان  شهر آبادی است در پایهٔ کوه (سهیلة)، از توابع استان حضرموت در کشور یمن در شبه جزیره عربستان.
این شهر مابین راه شهرهای مکلا وعدن واقع شده‌است. در عزان باغ‌های نخل خرما وبساتین انگور (کروم)، و واحات
فراوان است. در دوران پیشین یکی از شهرهای (ریفه) در یمن بوده‌است. کوه‌های (عزان ذخر)، و (عزان خبت)، و (جبل صبر) شهر را احاطه نموده أند.
این شهر سابقاً در یمن جنوبی واقع شده بود.